# 階層型核燃料サイクル
階層型核燃料サイクル（かいそうがたかくねんりょうサイクル、英: Double-strata Fuel Cycle）とは、日本の従来の核燃料サイクルの中に、オメガ計画などで研究開発された分離変換技術を組み込むにあたってのシナリオの一つを言う。なにか事故が発生したとしても設計上臨界を起こさない加速器駆動未臨界炉を主に用いる計画であるのが特徴的である。
旧・日本原子力研究所（現・日本原子力研究開発機構）が進めていた。なお、他にも旧・核燃料サイクル開発機構（現・日本原子力研究開発機構）及び電力中央研究所が進めていた高速増殖炉を活用する先進核燃料サイクルなどの分離変換技術導入シナリオがある。

## 概要
一般に核燃料サイクルにおいては、原料から核燃料の加工と原子炉での使用という過程があるため必ず使用済み核燃料が発生してしまう。使用済み核燃料の再処理とは、その使用済み核燃料からいくらかリサイクルできるウラン、プルトニウム資源を回収するというものであるが、全て有効活用できるわけではなく、その残渣は高レベル放射性廃棄物などとして処理・処分にあたって非常に大きな負担が必要になる。
そのため、原子力委員会は昭和63年（1988年）に、その高レベル放射性廃棄物などの資源化とその処分の効率化・負担軽減の観点から分離変換技術の12年にわたる研究開発計画であるオメガ計画をとりまとめた。この計画においては、旧・日本原子力研究所（以下、旧原研という）と旧・動力炉・核燃料開発事業団及び電力中央研究所が研究を実施することとなっていた。その分離変換技術の研究開発結果は平成12年報告書において、旧原研が進める階層型と旧サイクル機構と電力中央研究所が進める発電用高速炉利用型に類型化された上で報告された。
このとき、旧原研が開発した階層型分離変換技術システムを組み込んだ将来の核燃料サイクルのシナリオを階層型核燃料サイクル（double-strata fuel cycle）と呼ぶ。